# Мартинес, Хуан Луис
Хуан Луис Мартинес (исп. Juan Luis Martínez Holger, 7 июля 1942, Вальпараисо — 29 марта 1993, Вилья-Алемана) — чилийский поэт и художник.

## Биография
Из богатой и влиятельной семьи. Отказался от высшего образования, вел богемный образ жизни. Был близок к Никанору Парре, Хосе Доносо, Энрике Лину, Раулю Сурите и другим представителям чилийского художественного авангарда. Держал небольшой книжный магазин в городе Винья-дель-Мар. Страдал диабетом, последние двадцать лет жизни провел на диализе.

## Творчество
Автор экспериментальных книг, близких к визуальной поэзии Новый роман (1977, факсимильное переизд. 1985), Чилийская поэзия (1978) и др.

## Книги
- La nueva novela. Santiago de Chile: Ediciones Archivo, 1977.
- La poesía chilena. Santiago de Chile: Ediciones Archivo, 1978.
- Fragments. Traducción al francés de Beatrice de Chavagnac. Edición, Nota y diseño de Gustavo Mujica. París: Editions Boite Noire, L’agence AD’HOC, L’Association Dialogue entre les Cultures. Le Ministere de la Culture et la Francophonie, 1993
- Poemas del otro: poemas y diálogos dispersos. Santiago de Chile: Eds. Universidad Diego Portales, 2003.
- Aproximación del Principio de Incertidumbre a un proyecto poético. Santiago de Chile: edicionesnómade, Galería D21, 2010.